# University of Essex

Logotyp uniwersytetu

University of Essex – brytyjska uczelnia publiczna z siedzibą w mieście Colchester, w hrabstwie Essex, w południowo-wschodniej Anglii. Uniwersytet został założony w 1963 roku.
Należy do grona tzw. uniwersytetów szklanej płyty (ang. plate glass universities), czyli ośmiu uczelni powstałych w latach 60. XX wieku na fali inwestycji w szkolnictwo wyższe. Nazwa pochodzi od popularnego elementu architektonicznego – tafli szkła, wtapianej przeważnie w posadzki większych placów w kampusach.

## Kampus w Colchesterze

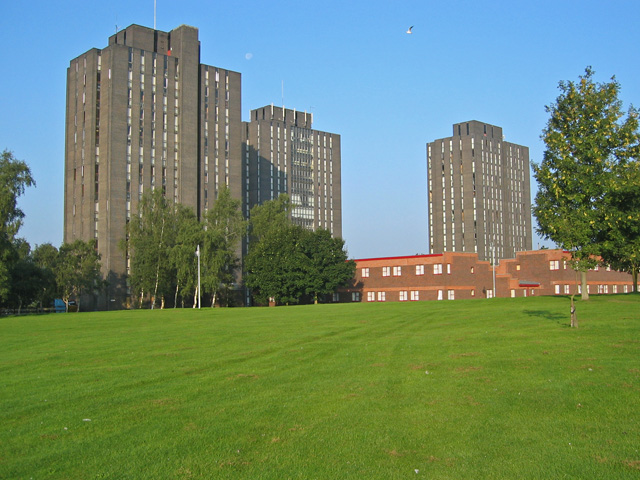
Północne „wieże” i fragment nowszych akademików (Colchester)

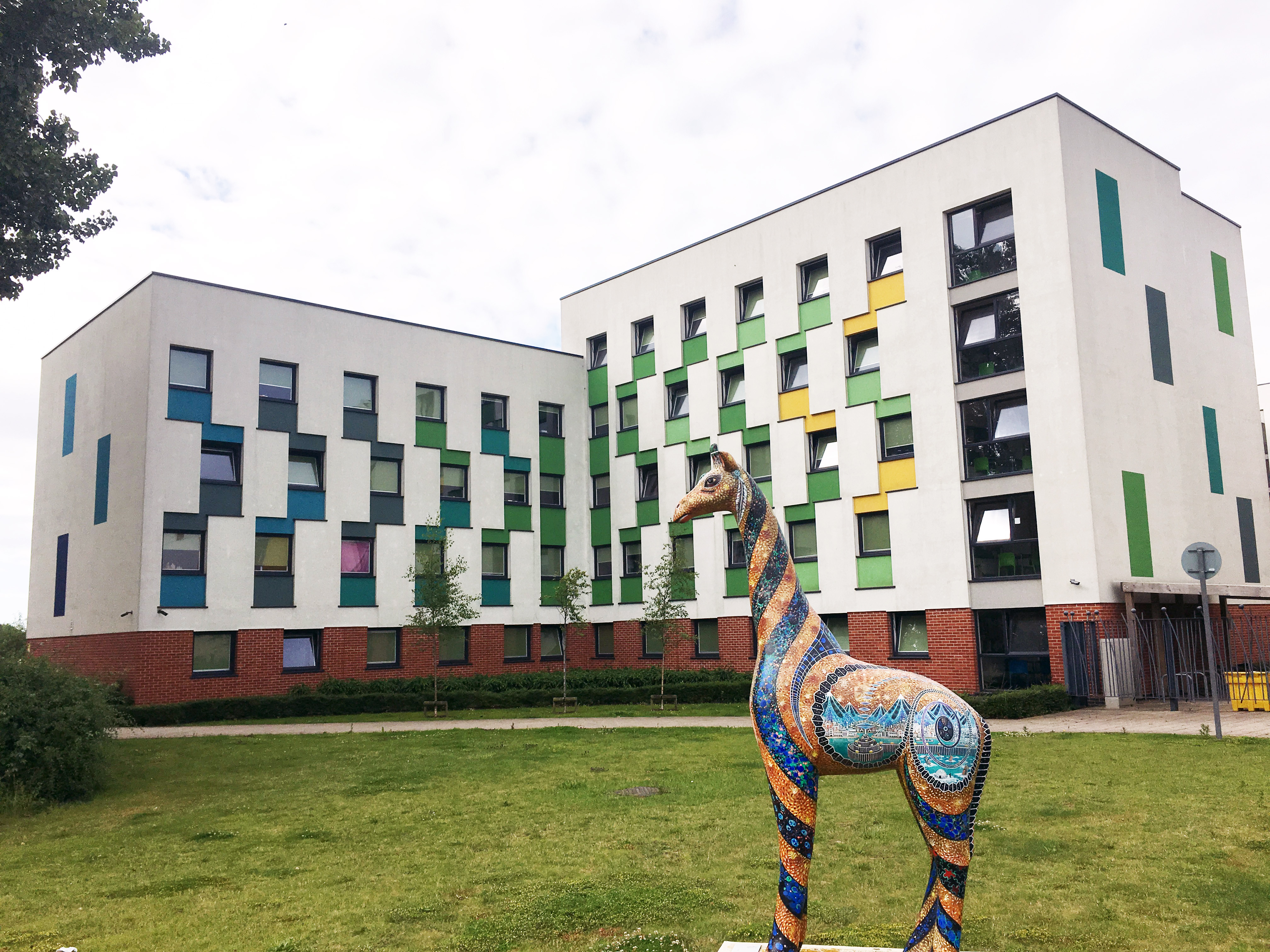
Jeden z akademików wybudowanych w XXI wieku – „The Meadows” na łąkach przy rzece Colne (Colchester)

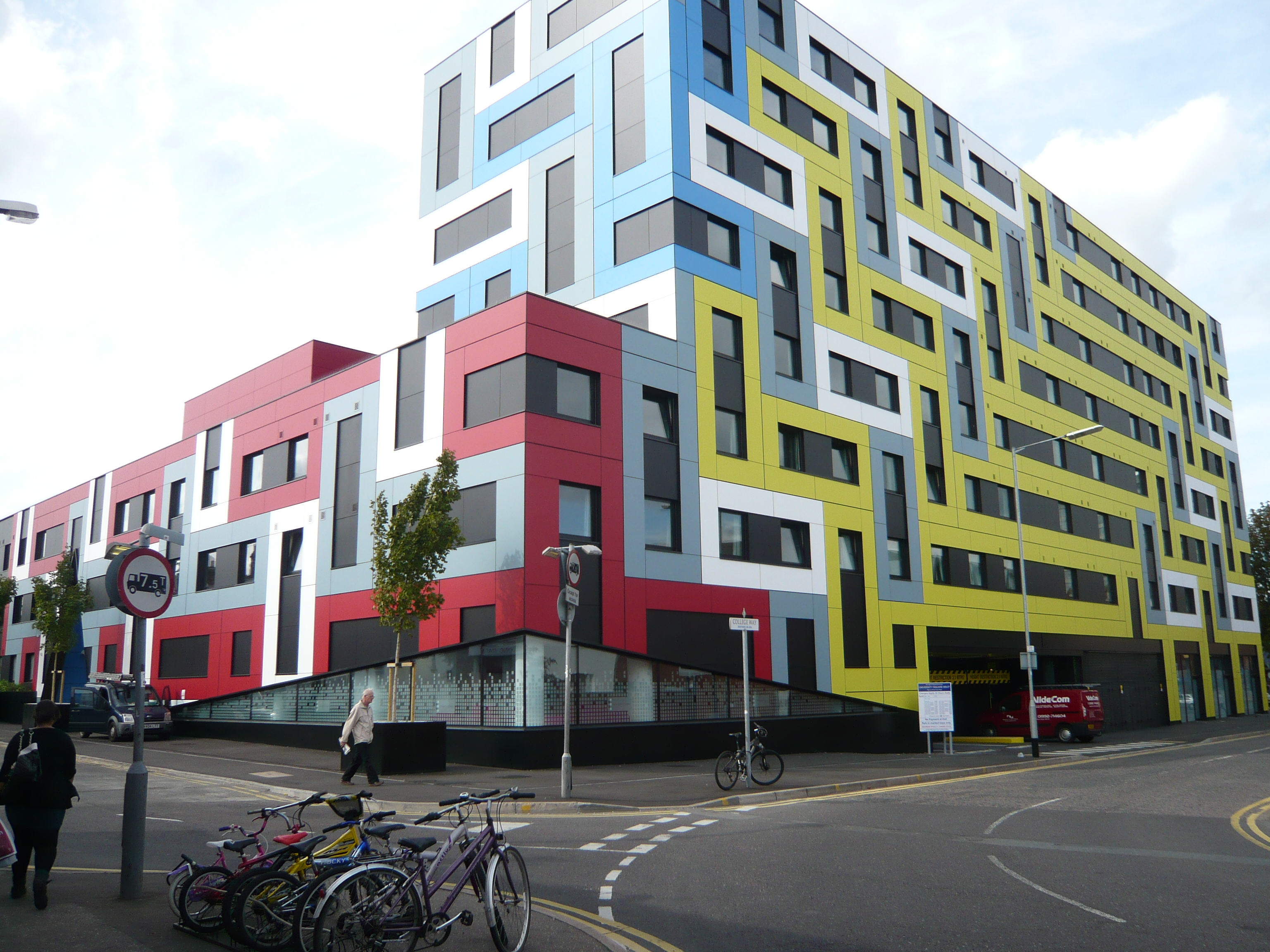
Akademik dla studentów filii uniwersytetu w Southend-on-Sea

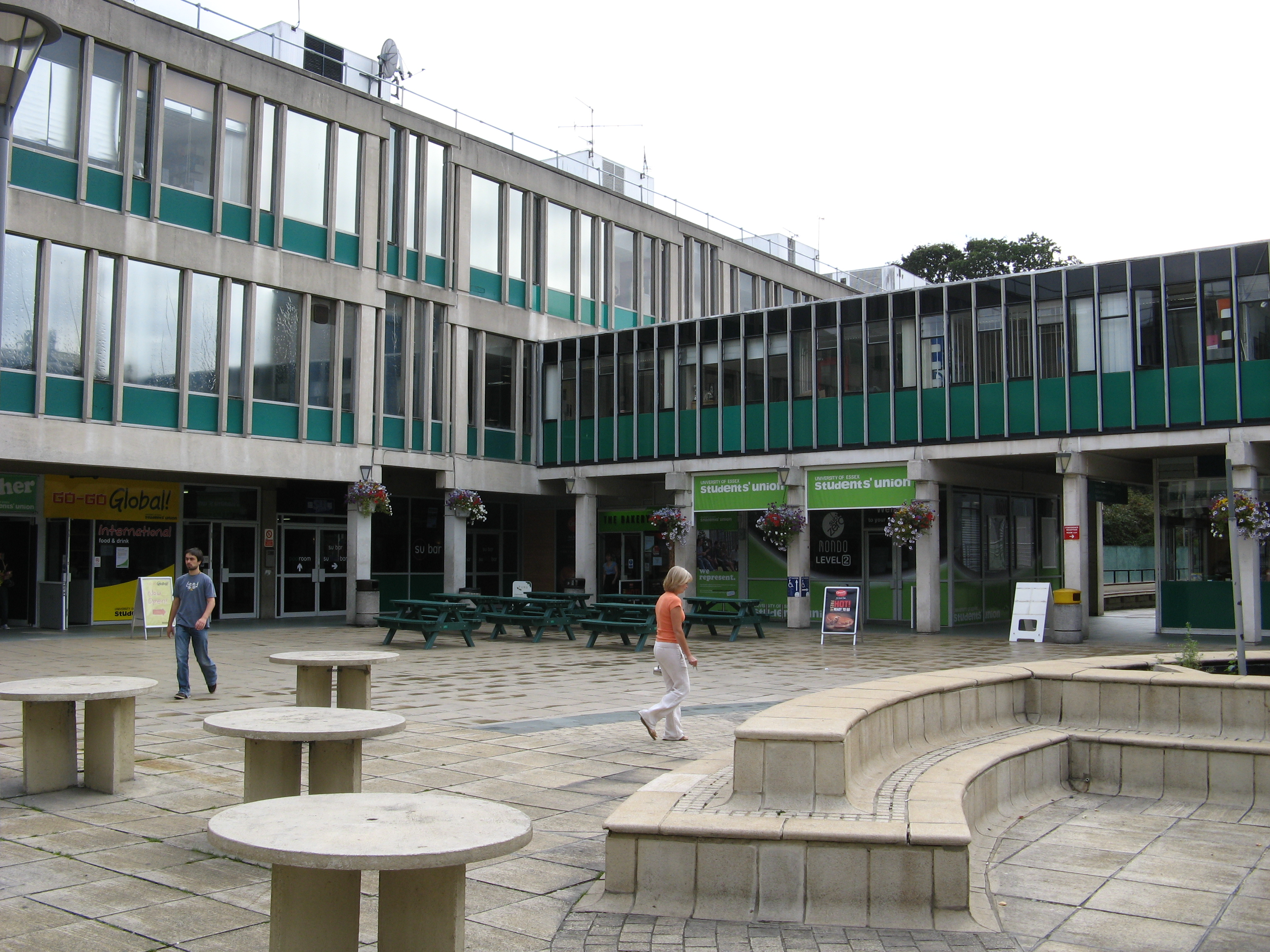
Jeden z placów w centrum kampusu (Colchester)

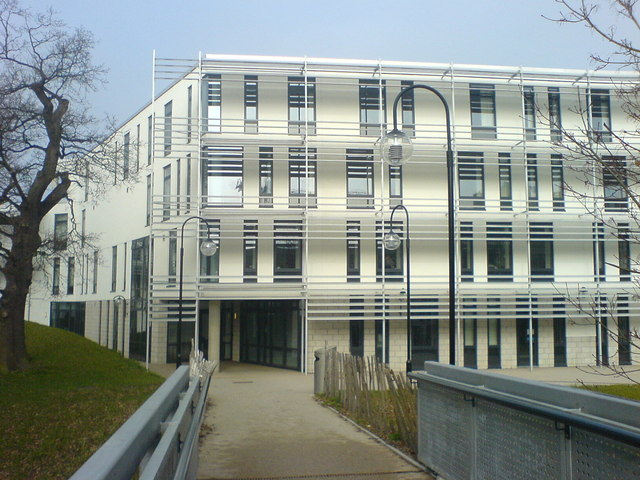
Biurowiec The UK Data Archive w kampusie w Colchesterze

### Wivenhoe Park w XVI w.
Rektorat (Vice-Chancellor) i główny kampus uczelni znajduje się na wzgórzu nad rzeką Colne – Wivenhoe Park, na południowych obrzeżach Colchester. Nazwa wzgórza pochodzi od sąsiadującego z kampusem miasteczka Wivenhoe. Od 1575 roku była to posiadłość rodziny Rebow. Do dziś – jako czterogwiazdkowy hotel przy siedzibie rektora – istnieje tu dom Isaaca Rebowa (wieloletniego parlamentarzysty na przełomie XVII i XVIII wieku, burmistrza Colchester) – Wivenhoe House z 1759 roku. Wzgórze późniejszego uniwersytetu zostało uwiecznione na obrazie „Wivenhoe Park” (1816) przez Johna Constable’a (dziś w zbiorach Narodowej Galerii Sztuki w Waszyngotnie, w USA).

### Od lat 60. XX wieku
Kampus uniwersytecki zajmuje powierzchnię około 80 hektarów. Budynki powstałe do końca lat 70. XX wieku zaprojektował Kenneth Capon. Jest tu sześć kompleksów akademików zamieszkałych przez około 10 tysięcy studentów. Akademiki były wybudowane w różnych latach i charakteryzują się odmienną architekturą. Wiele monumentalnych budynków kampusu zaprojektowano w duchu brutalizmu (biblioteka, „wieże” akademików, The Hexagon – łącznik pomiędzy placami centralnymi a najludniejszą częścią akademików na północy, będący salą wystawienniczą i konferencyjną; The Lecture Theatre Building – największa aula w której odbywa się m.in. ceremonia rozdania dyplomów), do brutalizmu nawiązują też współczesne inwestycje. Z dwóch stron kampusu stoją najstarsze wieżowce mieszkalne (cztery „wieże” północne i dwie południowe – łącznie ponad 1100 jednoosobowych pokoi studenckich na 16- lub 14-osobowych piętrach), powstałe w latach 60. (północne) i 70. (południowe) XX wieku. Nazwano je imieniem XIX i XX-wiecznych zaangażowanych społecznie naukowców i twórców kultury (– północne: William Morris Tower, Richard Tawney Tower, John Keynes Tower, Rayleigh Tower; – południowe: Bertrand Russell Tower, Arthur Eddington Tower). Pierwotnie architekt kampusu Kenneth Capon zaprojektował ich aż 28. W późniejszych latach wybudowano cztery niższe kompleksy domów studenckich, w tym dwa już XXI wieku. W centrum kampusu znajduje się pięć placów. Wokół placów w budynkach o lekkiej i jasnej architekturze mieszczą się mniejsze sale wykładowe, laboratoria uniwersytetu, trzy jadłodajnie, sklep spożywczy i punkty usługowe prowadzone przez ogólnokrajową organizacje studencką – Students’ Union. Do niedawna każdy wydział uczelni posiadał otwartą przez całą dobę skomputeryzowaną salę z dostępem do internetu (najczęściej w podziemiach). W 2015 roku zastąpiono je The Silberrad Student Centre – trzypiętrowym całodobowym centrum studenckim, wkomponowanym między uczelniany staw a bibliotekę. Gmach zaprojektował Patel Taylor i został on uznany przez Królewski Instytut Architektów Brytyjskich za „budynek roku” we wschodniej Anglii. Na południu kampusu zlokalizowano halę sportową, korty do tenisa i boisko do piłki nożnej, a w ostatnich latach również wielopoziomowy parking samochodowy. Na zachodzie zaś, nad uczelnianym stawem oddzielającym część akademicką od siedziby rektora i uniwersyteckiego hotelu, znajduje się pięciopiętrowa biblioteka – The Albert Sloman Library, w której transport studentów pomiędzy piętrami odbywa się przez paternoster. Przy bibliotece znajduje się galeria sztuki i księgarnia Waterstones. Jednak od wielu lat w kampusie funkcjonuje obyczaj przekazywania przez studentów starszych roczników młodszym studentom, podręczników, przyborów szkolnych i kuchennych za symboliczną opłatę – od 10 pensów do 5 funtów. Uczelnia organizuje w tym celu stoiska na placach w pierwszym tygodniu roku akademickiego (ang. freshers week). Używane podręczniki pod koniec roku skupuje również Students’ Union. Przy czwartym placu kampusu swój oddział ma brytyjska poczta. Przy placach znajdują się również dwa oddziały banków – Barclays i Lloyds. Na terenie kampusu działa przedszkole dla dzieci pracowników uczelni i studentów z dziećmi (od 5 roku). Kampus posiada też własną prowadzoną przez NHS lecznice, w pierwszym tygodniu studiów, realizującą masowe szczepienia nowo przybyłych studentów spoza Wielkiej Brytanii. Przy kampusie w Wivenhoe Park działa osiem przystanków komunikacji miejskiej obsługiwanych przez First. Można z nich również dojechać do najbliższego miasta nadmorskiego – Clacton–on–Sea, oraz autobusem dalekobieżnym National Express na lotnisko Stansted. Wzdłuż drogi łączącej uniwersytet z Colchester wytyczone są również ścieżki rowerowe. Uczelnia ma też swoje filie w Southend-on-Sea i w Loughton. W Loughton znajduje się East 15 Acting School – istniejąca od lat 60. XX w. szkoła teatralna, od 2000 roku w strukturach uniwersytetu. Od 2017 roku tytularną funkcję kanclerza Uniwersytetu Essex pełni John Bercow. Jest szóstym rektorem w historii uczelni.

## The UK Data Archive
Od 1967 roku przy uniwersytecie w Colchesterze istnieje The UK Data Archive – największe repozytorium danych z nauk społecznych w Wielkiej Brytanii. UKDA zatrudnia 64 osoby. Finansowanie jednostki na początku drugiej dekady XXI wieku kosztowało 3,43 miliona funtów rocznie i pochodziło z budżetu ministerstwa ds. biznesu, energii i strategii przemysłowej (poprzez UK Research and Innovation). The UK Data Archive gromadzi, opracowuje i poprzez The UK Data Service udostępnia dane m.in. z kilku wieloletnich badań: – Zrozumieć Społeczeństwo: Długookresowe Studium Gospodarstw Domowych w Wlk. Brytanii (ang. „Understanding Society: the UK Household Longitudinal Study” – jednego z największych pod względem budżetu i stopnia penetracji, badania na świecie); – prowadzonego od 1952 roku badania kosztów życia i konsumpcji żywności; – czy panel dotyczący przestępczości (ang. The British Crime Survey).

## Europejskie Konsorcjum Badań Politycznych
W 1970 roku na uniwersytecie zostało powołane i do dziś ma swoją siedzibę w najstarszym kampusie w Colchester, Europejskie Konsorcjum Badań Politycznych. Od 2009 roku niezależna organizacja zrzeszająca 350 uniwersytetów i instytutów badawczych z obszaru nauk społecznych.

## Rankingi
W rankingu szanghajskim odnotowywanych jest czternaście z szesnastu wydziałów uniwersytetu. Najwyższą pozycję od lat zajmują nauki polityczne (Department of Government), w 2021 roku sklasyfikowane na 29. pozycji na świecie. W rankingu ogólnym uniwersytet znajduje się w czwartej setce rankingu. Uczelnia była „Uniwersytetem roku 2018” w rankingu dziennika The Times.

## Statystyki

Staw przy bibliotece uniwersyteckiej w Colchesterze

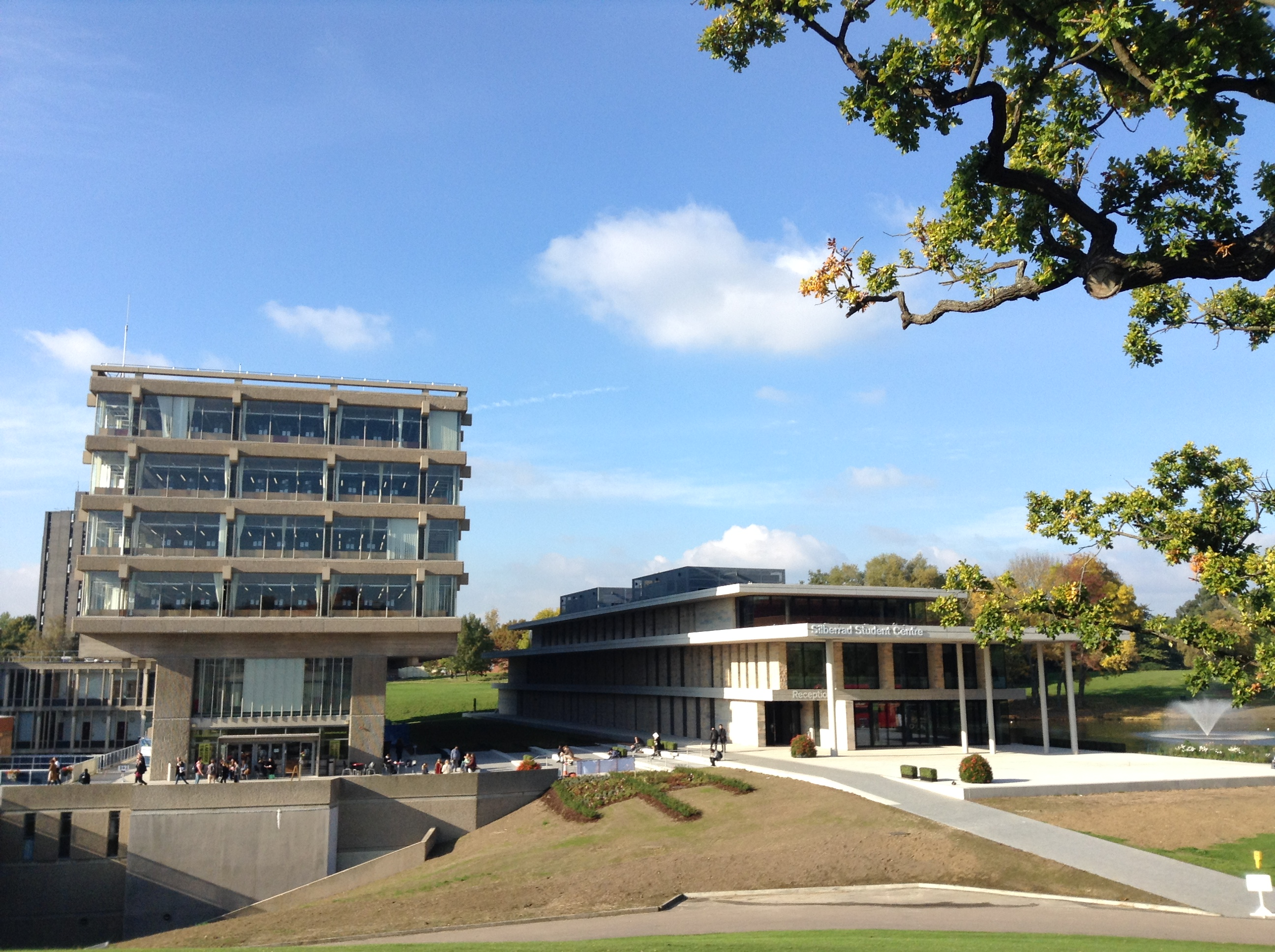
The Silberrad Student Centre – całodobowe centrum studenckie, pomiędzy biblioteką a stawem

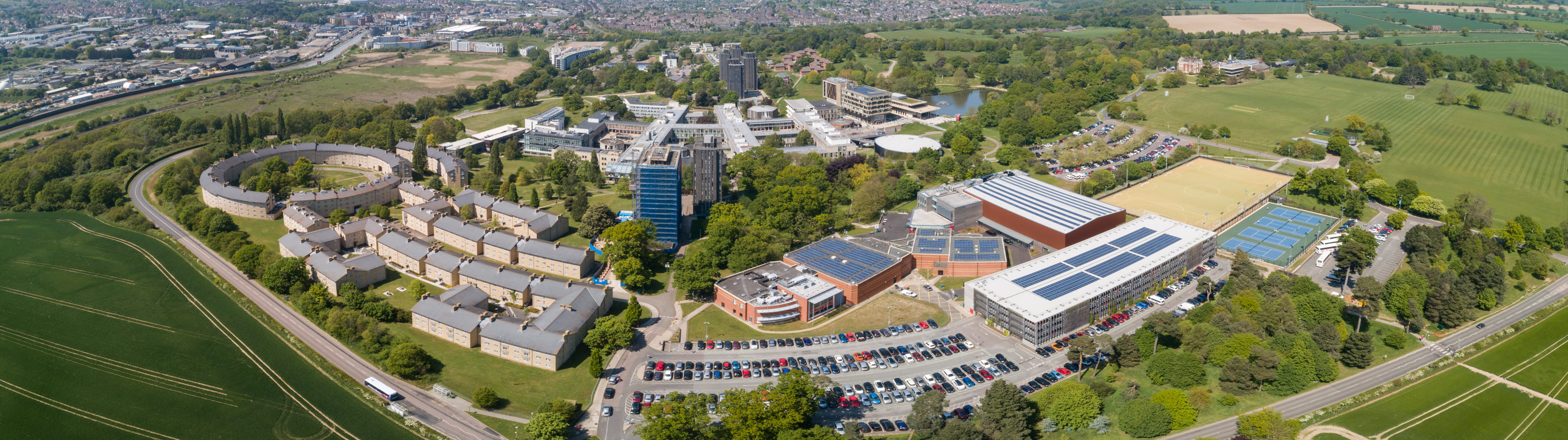
Kampus w Colchesterze widziany od strony Morza Północnego

Willa z 1759 roku Isaaca Rebowa właściciela terenu obecnego kampusu w Colchesterze. Dziś hotel przy siedzibie rektora

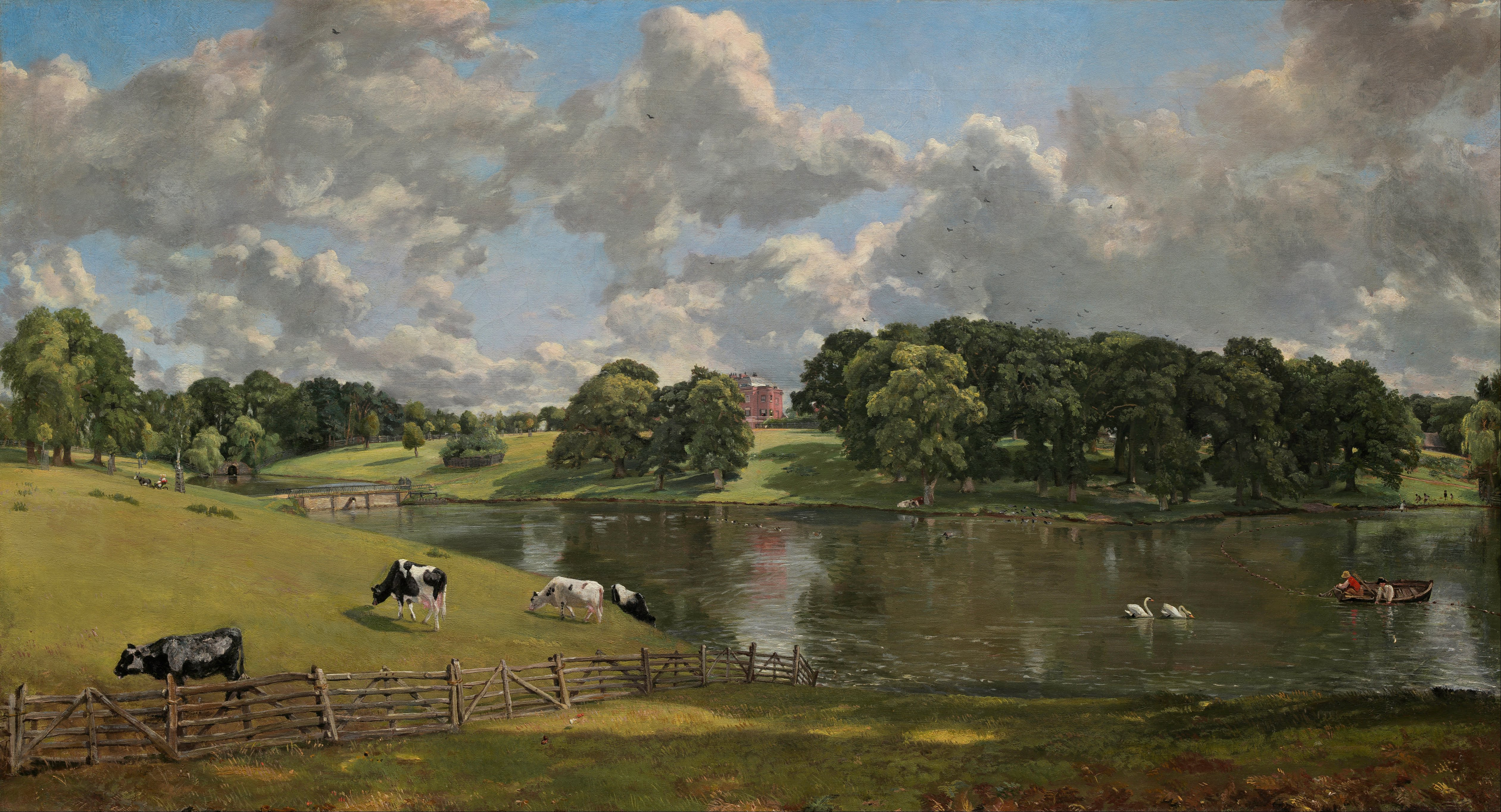
Wivenhoe Park – obraz Johna Constable’a z 1816 roku (zbiory Narodowej Galerii Sztuki w Waszyngtonie, USA)

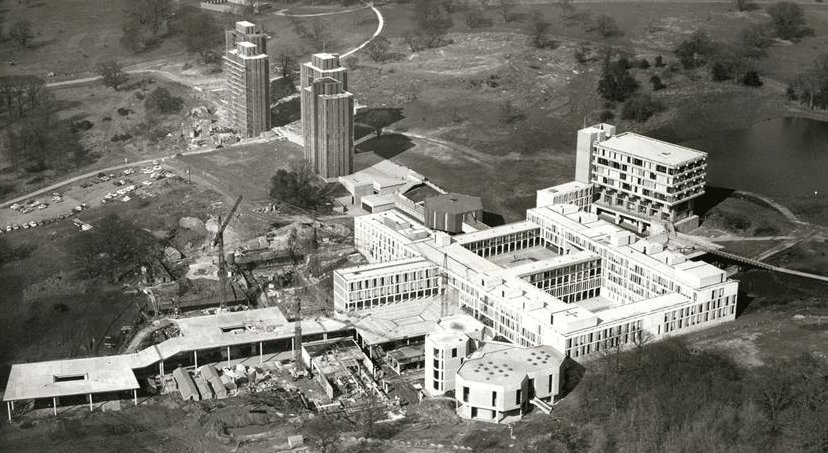
Zdjęcie lotnicze z budowy kampusu w 1961 roku. Istnieją już „wieże” akademików północnych

Na uniwersytecie studiuje około 15 tysięcy studentów ze 140 krajów. Umiędzynarodowienie uczelni wynosi od 40% do 48%. Na jednego wykładowcę przypada 16 studentów. Wśród studiujących niewielką przewagę stanowią kobiety (53% do 47%).

## Znani absolwenci i absolwentki
- Christopher Pissarides – ekonomista, laureat nagrody Nobla (2010)[27];
- Priti Patel – brytyjska ministra spraw wewnętrznych (Home Office), w rządzie Borisa Johnsona[28];
- Virginia Bottomley – brytyjska ministra zdrowia w rządzie Johna Majora;
- Óscar Arias Sánchez – dwukrotny prezydent Kostaryki, laureat Pokojowej Nagrody Nobla (1987);
- Huszjar Zibari – minister spraw zagranicznych Iraku w latach 2003–2014[29];
- Daniel Libeskind – architekt[30][31];
- David Triesman – sekretarz generalny brytyjskiej Partii Pracy (2001–2003), brytyjski wiceminister szkolnictwa wyższego (z ramienia parlamentu), w rządzie Tony’ego Blaira, następnie Gordona Browna, członek Izby Lordów[32][33];
- Rena Dourou – grecka parlamentarzystka z ramienia Syrizy[34]
- Dimitrij Rupel – socjolog, pierwszy minister spraw zagranicznych Słowenii[35].
- Obiageli Ezekwesili – wiceprezydentka Banku Światowego podczas kadencji Paula Wolfowitza, kilkukrotna ministra Nigerii w różnych resortach, współzałożycielka Transparency International, działaczka praw człowieka w Afryce[36];
- David Yates – brytyjski reżyser (m.in. czterech części Harry’ego Pottera), laureat nagród BAFTA[37];
- Shirin Sharmin Chaudhury – polityczka, pierwsza kobieta sprawująca funkcje przewodniczącej parlamentu w Bangladeszu[38];
- John Howarth – polityk Partii Pracy, brytyjski eurodeputowany;
- Panicos O. Demetriades – gubernator Centralnego Banku Cypru, profesor ekonomii University of Leicester;
- Kwok Yue (Ellen) Poon – artystka sztuk wizualnych z Hongkongu, producentka filmowa odpowiedzialna za efekty specjalne m.in. w pierwszej części Gwiezdnych Wojen i Jurrasic Park[39];
- John Bercow – spiker Izby Gmin w latach 2009–2019, wieloletni polityk Partii Konserwatywnej, od 2021 roku Partii Pracy, od 2017 roku sprawuje tytularną funkcje kanclerza Uniwersytetu Essex;
- Jean Drèze – urodzony w Belgii, od wielu lat działający w Indiach ekonomista i statystyk. Autor wielu publikacji z makroekonomii (w tym współautor prac z trzema noblistami). Doradca ekonomiczny kilku regionalnych rządów w Indiach[40][41][42];
- Michael Tappin – polityk Partii Pracy, brytyjski eurodeputowany;
- Alberto Pérez-Gómez – historyk architektury, fenomenolog[43];
- Reszef Chen – prawnik, parlamentarzysta izraelski z list Szinui[44];
- Richard Barbrook – medioznawca, działacz Partii Pracy, doradca Jeremyego Corbyna[45]
- Janis Warufakis – minister finansów Grecji w czasie „kryzysu greckiego” z 2015 roku, polityk Syrizy, następnie poseł w parlamencie Grecji z ramienia utworzonej przez siebie partii MeRA25[46].
- Leung Yiu-chung – matematyk, działacz społeczny w Hongkongu, lider wielomiesięcznych protestów przeciwko antydemokratycznym działaniom Pekinu w 2019 i 2020 roku[47][48].
- Nathan Zach – izraelski poeta, laureat Nagrody Bialika, profesor Uniwersytetu w Hajfie[49];
- Nick Broomfield – politolog, dziennikarz dokumentalista. Laureat Nagrody BAFTA[50];
- John Warwick Montgomery – urodzony w Warszawie, duchowny luterański, prawnik występujący w wielu głośnych procesach przed trybunałami międzynarodowymi w obronie praw człowieka. Uczestnik „maja 1968” w Paryżu[51].

## Znani wykładowcy
- Brian Barry;
- Jean Blondel;
- Frank Cioffi;
- Ian Craib;
- Donald Davie;
- Ernesto Laclau;
- José Emilio Pacheco;
- Mark Sacks;
- Peter Townsend;
- Derek Walcott.
- Pamela Cox – socjolożka, w wyborach parlamentarnych w 2024 roku jako pierwsza kobieta reprezentująca Colchester, wybrana do Izby Gmin (Partia Pracy)[52][53].